# Mathcore
Le mathcore (ou hardcore chaotique) est un sous-genre de metalcore dissonant et de rythmique complexe. Il tient ses racines de groupes tels que Converge, Botch, et The Dillinger Escape Plan,. Le terme de mathcore est une déclinaison du math rock. Des groupes math rock tels que Slint, Don Caballero, Shellac et Drive Like Jehu ont influencé le mathcore, bien que le genre soit plus associé au metalcore. Les groupes importants de mathcore sont associés au metalcore et au grindcore,,,,.

## Histoire

### Années 1980–1990
La première racine du mathcore remonte en 1984 avec le groupe Black Flag, et leur album intitulé My War. De nombreux groupes de la scène mathcore ont composé pour l'album de Black intitulé Black on Black: A Tribute to Black Flag.
Dans les années 1990, les groupes désormais décrits dans la catégorie mathcore se regroupent en « noisecore ». Kevin Stewart-Panko du magazine Terrorizer regroupe des groupes tels que Neurosis, Deadguy, Cave In, Today Is the Day, The Dillinger Escape Plan, Converge, Coalesce, Candiria, Botch, et Psyopus sous cette catégorie. Stewart-Panko décrit le son de ces groupes comme « dynamique, violent, discordant, technique, brutal, décalé, un mélange sans limite de metal, hardcore, prog, math rock, grind et jazz. » Cependant, ce terme décrit également une variante du grindcore plus dissonante, connue sous le nom de « noisegrind », moins complexe et dynamique.

### Années 2000

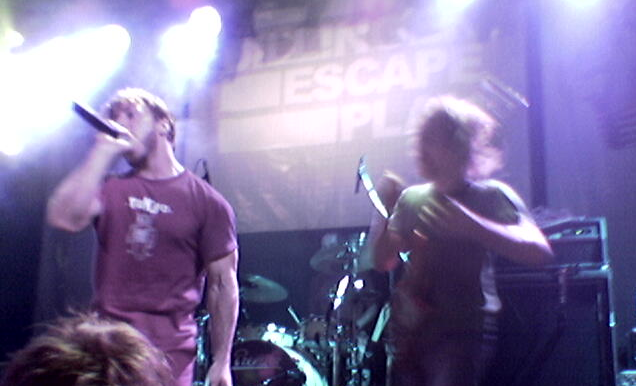
The Dillinger Escape Plan en 2005.

Au début des années 2000, de nouveaux groupes mathcore font leur apparition. Ces groupes étaient rarement considérés comme tels, mais souvent liés aux pionniers du mathcore ou ayant particulièrement influencé le genre. Les premiers enregistrements de Norma Jean sont souvent comparés à ceux de Converge et Botch,,. D'autres nouveaux groupes mathcore influencé par d'anciens groupes mathcore incluent Car Bomb. The Locust, Daughters, Some Girls, Look What I Did, et The Number Twelve Looks Like You.

## Terminologie
Le terme de mathcore décrit l'influence du math rock sur le genre : math rock avec hardcore. Les premiers groupes connus à enregistrer sous ce terme incluent Rorschach, Starkweather, Botch, et Converge. Au travers des années 1990, d'autres groupes naissent comme Cave In originaire du Massachusetts, Cable originaire du Connecticut, Coalesce originaire de Kansas City, et Knut originaire de Suisse. Le terme mathcore est crédité depuis la sortie Calculating Infinity composé par The Dillinger Escape Plan. The Dillinger Escape Plan est souvent considéré comme le « pionnier » du mathcore. Le style se référait auparavant sous le terme de hardcore chaotique ou encore de « noisecore, », qui pouvait également se confondre avec un style de techno hardcore et au premier genre du grindcore.
Le terme est généralement utilisé par les journalistes, plutôt que les musiciens eux-mêmes. Jacob Bannon du groupe Converge explique « je ne sais pas réellement ce qu'est le mathcore. Converge est un groupe agressif. Nous utilisons bien sûr des éléments hardcore, punk, et metal [...]. »